# Steccherinum willisii
Steccherinum willisii är en svampart som beskrevs av Maas Geest. 1974. Steccherinum willisii ingår i släktet Steccherinum och familjen Meruliaceae.   Inga underarter finns listade i Catalogue of Life.